# Verbascum guttinianum
Verbascum guttinianum är en flenörtsväxtart som beskrevs av Georges Rouy. Verbascum guttinianum ingår i släktet kungsljus, och familjen flenörtsväxter. Inga underarter finns listade i Catalogue of Life.